# Armored Saint
Az Armored Saint egy amerikai heavy metal zenekar, melyet 1982-ben alapított Los Angelesben John Bush énekes, Joey Vera basszusgitáros, Dave Prichard és Phil Sandoval gitárosok, valamint Gonzo Sandoval dobos (Phil testvére). Több évtizedes pályafutásuk alatt többször feloszlottak, majd újjáalakultak. Eddig hét stúdióalbumuk és egy koncertlemezük jelent meg.

## Története
Az Armored Saint első dalai 1983-ban jelentek meg a Metal Blade kiadónál, majd leszerződtette őket a nagy kiadónak számító Chrysalis Records, ahol 1984-től 1987-ig három nagylemezük jelent meg. Második albumuk (Delirious Nomad) már a Billboard 200-as lemezeladási listájára is felkerült, de az igazi átütő siker elkerülte a zenekar, így a Chrysalis-szerződés lejártával újra a Metal Blade-hez kerültek. 1990-ben leukémia következtében elhunyt az együttes alapító gitárosa Dave Prichard. A következő évben jelent meg az Armored Saint negyedik stúdióalbuma, a Symbol of Salvation, melynek megírásában még Prichard is részt vett. 1992-ben az Anthrax megkereste John Bush-t, hogy legyen az énekesük. Bush kilépett a zenekarból, ami ezzel egyidejűleg fel is oszlott.
Az Armored Saint 1999-ben alakult újjá, de emellett Bush az Anthrax tagja maradt, illetve a basszusgitáros Joey Vera is játszott más zenekarokban (Fates Warning, Engine). Az újjáalakult együttes mindössze egyetlen stúdióalbumot adott ki (Revelation, 2000), illetve egy korai demókat, feldolgozásokat, koncertfelvételeket és két új dalt tartalmazó dupla válogatást (Nod to the Old School, 2001), majd ismét feloszlottak.
2005-ben John Bush távozott az Anthraxből, de az Armored Saint hivatalosan csak 2008-ban állt össze ismét mikor megkezdték hatodik nagylemezük munkálatait. Az album végül 2010-ben jelent meg La Raza címmel. Az együttes legutóbbi albuma a 2015-ös Win Hands Down.

## Tagok
Jelenlegi felállás
- John Bush – ének (1982–napjainkig)
- Joey Vera – basszusgitár, vokál (1982–napjainkig)
- Gonzo Sandoval – dobok (1982–1988, 1990–napjainkig)
- Phil Sandoval – gitár (1982–1985, 1987–1988, 1990–napjainkig)
- Jeff Duncan – gitár, vokál (1989–napjainkig)

Korábbi tagok
- Dave Prichard – gitár, vokál (1982–1990)
- Alan Barlam – gitár (1989)
- Eddie Livingstone – dobok (1989)

## Diszkográfia
- Armored Saint (EP, 1983)
- March of the Saint (1984)
- Delirious Nomad (1985)
- Raising Fear (1987)
- Saints Will Conquer (koncertalbum, 1988)
- Symbol of Salvation (1991)
- Revelation (2000)
- Nod to the Old School (válogatás, 2001)
- La Raza (2010)
- Win Hands Down (2015)

## További információ
- Armored Saint hivatalos honlap
- Armored Saint a Metal Blade Records honlapján